# サンセールAOC

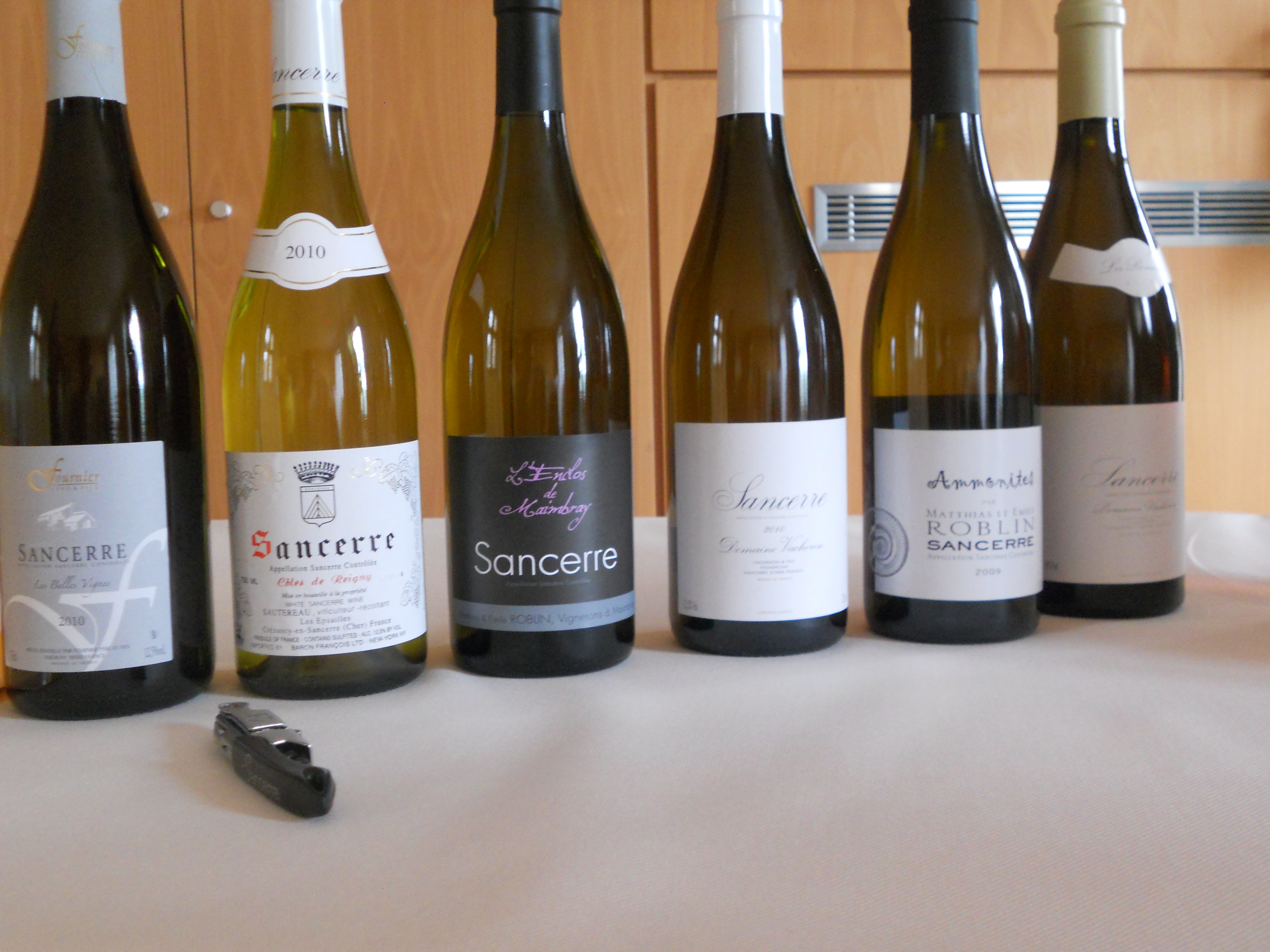
サンセールAOCの白ワイン

サンセールは、サントル地方シェール県サンセール村を中心に、14ヶ村で生産されているワインで、AOCサンセールである。   
かつてこの地方では、ピノ・ノワール種を使った、ブルゴーニュワインよりはやや軽いタイプの赤ワインが主に作られていたが、19世紀にこの地方をおそったフィロキセラによる虫害で、壊滅的な被害を受けた（19世紀フランスのフィロキセラ禍）。そのため、害虫に比較的強い、ソーヴィニョン・ブラン種を、対岸のニエーヴル県から導入して作られているのが、現在この地方の主流になっている白ワインで、ハーブのようなさっぱりした香りを持ったややこくのある辛口である。   
しかし、昔からの赤ワインを作ろうとする動きも強く、ピノ種による赤ワインも1割ほど作られている。   